# Palmera de Canàries
La palmera de Canàries (Phoenix canariensis) és una espècie de palmera autòctona de les Illes Canàries que creix de forma natural a totes les illes. És tambe un dels més bells emblemes de les illes i, constitueix el símbol vegetal de Canàries més reconegut internacionalment.
A causa de la seva bellesa i la facilitat d'adaptació és una de les palmeres que més s'utilitzen en jardinería i paisatgisme. La podem trobar en plantacions, passejos, jardins, parcs, etc... tant públics com privats. També rep el nom de "Fasser de canàries, Palmera canària o Fènix".

## Descripció i morfologia
Presenta un port majestuós, de tronc alt i estilitzat acabat en una corona de moltes fulles, que proporciona una àmplia ombra. L'alçada mitjana d'aquestes palmeres se situa a 20 metres, però generalment més baixes depenent de l'edat, encara que en les illes d'origen hi ha casos d'exemplars que arriben els 40 m. Tronc relativament prim (60–120 cm de diàmetre). La base de les fulles, que queda sobre el tronc cilíndric, formen al seu voltant una coberta grossa i compacta, que oculta el tronc, però amb els anys, les bases de les fulles van caient, perquè s'assequen. Les fulles són d'uns 5 metres de longitud, disposades a l'extrem de dalt del tronc en forma de ventall, són molt nombroses. Són pinnades, de limbe lanceolat, bastant fortes i rígides. D'uns 80-100 parells de folis, relativament curts, pecíol amb curtes espines a la base, que desapareixen progressivament cap amunt, fins a arribar als folis.
Com que la palmera és una espècie dioica, els òrgans reproductors masculins i femenins apareixen en peus diferents. Parlem, per tant, de palmeres femelles, que produeixen tàmares; i palmeres 'mascles', que no donen fruits i, per això, en molts llocs es parla popularment d'individus o exemplars estèrils. La primera floració apareix entre els 4 i els 7 anys. Això fa que les flors de la palmera canària siguin unisexuals. Les flors són minúscules, però les inflorescències on s'agrupen les mateixes en panícules són grans i cridaneres, arribant a assolir 1,5 metres de llarg.
Tots dos sexes exhibeixen flors petites, actinomorfes i assegudes amb un perianti format per 6 peces inconspicus, generalment coriàcies, que es disposen en dos verticils; el més extern és de menor grandària i amb 3 tèpals soldats, mentre que l'intern és molt més desenvolupat i amb 3 tèpals lliures; els tèpals varien d'un color groguenc a les flors femenines a una tonalitat molt més blanquinosa a les masculines. Les flors femenines tenen un ovari súper amb 3 carpels lliures, un òvul a cada lòcul, 3 branques estigmàtiques.
D'altra banda, l'androceu consta de sis estams, biseriat (disposat en dues sèries o files), anteres amb dehiscència longitudinal que produeixen pol·len abundant. Les inflorescències femelles, que s'anomenen popularment escombres, també espàdics o espastes, són més grans, ramificades amb flors disposades més espaiadament i es troben inserides a les copes mitjançant llargs peduncles corbats (palanquetes) de més d'un metre de longitud. Per contra, la inflorescència masculina és més petita però coberta més densament de flors, les quals estan protegides per una mena de beina, assemblant-se a la cua d'un cavall, i aconseguint fins a 30 centímetres de longitud.
L'època de floració és variable i se sol desenvolupar abans de l'estació freda i humida. La pol·linització és fonamentalment anemòfila, és a dir a través del vent, encara que investigacions recents han demostrat l'important paper que poden tenir algunes espècies d'escarabats curculiònids en el transport de grans de pol·len des de la flor masculina a la femenina.
Els fruits (tàmares o tàmbares) són baies carnoses, monospermes i encara que en els primers estats del desenvolupament són verds, quan maduren presenten un color groguenc-ataronjat, intens en moltes ocasions. Estan disposats en raïms molt abundants, espessos i ramificats. Les tàmares presenten formes ovoides de fins a 3 centímetres de llarg i disposen de poca polpa. Encara que comestibles, el seu sabor és amarg i aspre.
Solen romandre a l'arbre durant mesos, de manera que coincideixen diferents generacions de fruits al mateix peu de planta. Solen ser a més aliment per als corbs i altres aus com les merles, per la qual cosa es constitueixen en importants agents dispersors de llavors, augmentant fins i tot la germinació i viabilitat de les mateixes després de passar pel tracte digestiu de l'animal. Un clar exemple el constitueix el creixement de palmeres sota els nius de merles ubicats en camps fruiters. Les llavors, igualment ovalades, presenten un solc central que la travessa longitudinalment. L'embrió apareix com un petit corpuscle de color blanc observable a l'interior de la llavor i que se situa generalment en posició central superior.
Aquesta pot resistir diversos mesos a la terra seca del medi natural, encara que és fàcilment atacada per insectes. La germinació sol succeir en ambients humits, i en jardineria enterren la llavor a terra solta a uns dos a cinc centímetres de profunditat. Després de la germinació, les plantes joves van desenvolupant el rovell apical o margalló, que és el veritable cor de la palmera, i que es protegeix de possibles predadors a través de les espines que presenten les fulles a la base. Si bé són comestibles, el seu escàs gust provoca que siguin rebutjats. Encara que a l'Illa de La Gomera, se n'extreu el guarapo per produir la Mel de Palma.
L'aparell radicular és extens i no té arrels principals. Compta amb milers d'arrels fibroses que no augmenten de diàmetre amb el temps i permeten aprofitar bosses d'aigua subterrànies, sobreviure a curts períodes d'entollament, fixar tenaçment el substrat i ancorar-se en els fons de barranc més inestables. És una espècie molt longeva, tant que els exemplars més alts arriben a superar els dos i potser tres segles.

## Parentals (híbrids)
La palmera canària es pot creuar amb qualsevol de les altres espècies del gènere Phoenix i amb cap altra palmera d'altres gèneres. Les llavors resultants dels creuaments donen lloc a plantes híbrides que presenten caràcters variables entre el pare i la mare. Avui moltes palmeres i molts palmerars estan “contaminats” genèticament per alguna de les espècies exòtiques del gènere Phoenix i el problema continua engrandint-se i amenaçant la integritat genètica de l'espècie autòctona.
La datilera domèstica, Phoenix dactylifera, és l'espècie que ha deixat més empremtes als palmerars de les Canàries, però als jardins també hi ha híbrids amb P. reclinata o P. rupicola, cultivades des de fa temps als jardins històrics de les Canàries.
A causa del seu proper parentiu, Phoenix canariensis i P. dactylifera, com la majoria de les espècies pertanyents al gènere Phoenix, hibriden de manera natural donant lloc a nombroses formes intermèdies amb diferents graus d'hibridació, que difereixen entre si segons la dominància dels parentals. Com a conseqüència de la similitud morfològica i proximitat filogenètica d'ambdues espècies, és actualment molt difícil classificar i identificar morfològicament sense ambigüitats aquelles palmeres autènticament canàries d'aquells exemplars híbrids, especialment a les zones enjardinades, jardins i àrees urbanes, on coexisteixen les dues espècies.
El 2006 el Govern Autònom de Canàries ha aprovat un Reial decret (DECRET 62/2006, de 16 de maig) pel qual s'estableixen mesures per afavorir la protecció, la conservació i la identitat genètica de la palmera canària. En aquest decret sestableixen les limitacions d'ús dels diferents tipus de palmeres considerades com a exemplar silvestre, cultivat, palmeres exòtiques i palmeres de puresa genètica reconeguda.

## Climatologia
En general, tenim el concepte que les palmàcies i moltes de les espècies que pertanyen al gènere Arecaceae estan adaptades a terrenys desèrtics, amb escasses precipitacions i climes càlids. Pràcticament, és així, encara que atesa la rusticitat que tenen aquest tipus de palmeres, poden adaptar-se a entorns freds, oferint molt bona resistència fins i tot en situacions de gelades intenses.
La palmera és classificada com a freatòfit per la seva extraordinària capacitat de dependre de les aigües subterrànies i suportar l'entollament temporal de les seves arrels. Prefereix altures "mitjanies baixes", entre els 200 i els 400 m d'altitud però ocasionalment pot baixar pels barrancs fins a prop del mar, deixant el pas als tarajales només als trams finals més salins. També puja cap als cims per les valls tèrmiques desafiant les gelades, com és el cas de la població d'Arure, a La Gomera que arriba als 1.000 m d'altitud.
Requereixen grans dosis de llum i prefereixen zones amb humitat relativa baixa. Suporten nivells de salinitat alts, incloses les brises, per això és una de les principals opcions a considerar en la decoració de zones costaneres i passeigs marítims.

## Taxonomia
Phoenix canariensis va ser descrita per J. Benjamin Chabaud i publicat a Provence agricole et horticole illustrée; organe de l'agriculture et de l'horticulture méridionales. Toulon. 19: 293, f. 66–68. 1882.
Citología
Numero de cromosomas de Phoenix canariensis (Fam. Palmae) i taxons infraespecifics 2n=36
Etimología
Phoenix: nom genèric que deriva de la paraula grega: φοῖνιξ (phoinix) o φοίνικος (phoinikos), nom per a la palmera datilera utilitzat per Teofrast i Plini el Vell. És molt probable que es refereixessin al fenici, Phoenix, fill d'Amyntor i Cleobule a la Ilíada d'Homer, oa l'au fènix, l'au sagrada de l'antic Egipte.
canariensis: epítet geogràfic que al·ludeix a la seva localització a les Illes Canàries.
Sinonimia
- Phoenix canariensis var. porphyrococca Vasc. & Franco
- Phoenix cycadifolia Regel
- Phoenix dactylifera var. jubae Webb & Berthel.
- Phoenix erecta Sauv.
- Phoenix jubae (Webb & Berthel.) Webb ex H.Christ
- Phoenix macrocarpa Sauv.
- Phoenix tenuis Verschaff.
- Phoenix vigieri Naudin

## Plagues i malalties

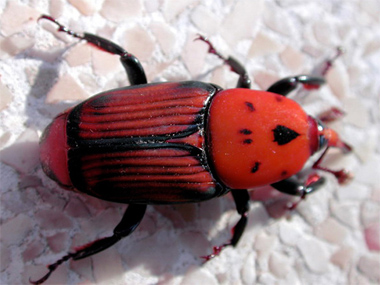
El morrut de les palmeres

Tot i que la palmera canària compta actualment amb un gran nombre d'exemplars, es veu afectada per plagues i malalties capaços de minvar les poblacions de forma dràstica. Les mes comuns son un coleòper polífag (Diocalanda frumenti), el fong Fusarium oxysporum, i el cas mes conegut, tenim el escarabat morrut (Rhynchophorus ferrugineus)
Des de l'any 2005, la palmera canària és afectada per una greu plaga d'escarabats morruts (Rhynchophorus ferrugineus). Aquests curculiònids, que provenen de la Polinèsia i del sud-est asiàtic, s'instal·len a la corona de les palmeres, les ataquen (assecada de les fulles) i les acaben matant. La detecció precoç és fonamental per poder salvar la palmera afectada i controlar l'expansió de la plaga. Si, finalment, no es pot salvar l'arbre, l'única via per evitar la propagació dels escarabats és tal·lar-lo.
A Catalunya afecta a Phoenix canariensis, Phoenix dactylifera, Trachycarpus fortunei i Washingtonia robusta.

### Simptomatologia
- Palmes externes caigudes, amb senyals evidents d'esquinçament a nivell de la inserció amb el tronc.
- Desfullatge general de la corona de palmes.
- Un aspecte lleugerament decaigut de les palmes més tendres del plomall central, que viren de color grogós a marró-vermellós.
- Orificis en el tall de les tabales.
- Restes de nimfes (capolls) entre tabales i palmes.
- Folíols menjats o perdigonats.
- Raquis menjats i/o trencats.
- Restes de fibres.

### Expansió pels Països Catalans
A Catalunya, el primer focus d'aquesta plaga es detectà al Vendrell (Baix Penedès) el desembre del 2005 i, des de llavors s'ha expandit per 13 comarques costaneres i d'interior.
L'estiu de 2010 es comptabilitzaren més de 5.200 palmeres afectades:
- Tarragona: 1.596 palmeres afectades.
- Girona: 319 palmeres afectades
- Barcelona: 3.330 palmeres afectades

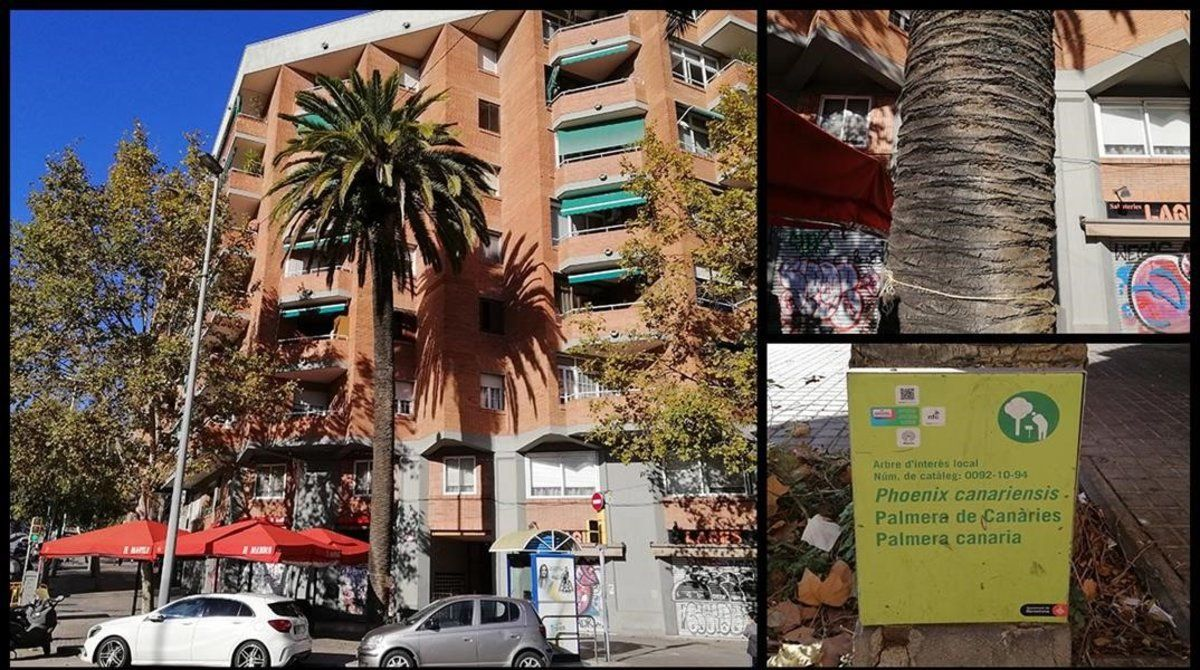
Palmera canaria de Bac de Roda

### Exemplars notables als Països Catalans
La palmera canària de Bac de Roda, és un robust i centenari exemplar que creix a la confluència de Guipúscoa amb Bac de Roda, al districte barceloní de Sant Martí, que antigament embellia l'entrada d'una fàbrica ja desapareguda (el bloc de pisos que ocupa el lloc pràcticament no la deixa respirar). Tot i això, ha resistit amb bona salut i no mostra més colonització que la d'una nodrida família de cotorres que s'ha instal·lat a la copa. La palmera, amb un petit escossell, té un perímetre de tronc de 2,10 metres i una alçada aproximada de 17. Està inclosa al catàleg d'arbres d'interès local de Barcelona.

## Glossari
- Escarabat morrut: insecte coleòpter curculiònid que ataca cultius de palmeres.
- Curculiònids: família d'insectes coleòpters que tenen el cap allargat en forma de trompa.
- Phoenix spp.: gènere botànic de diverses plantes llenyoses conegudes, comunament, com a palmeres.
- Palmes: fulles de la palmera.
- Tabala: part inferior de les fulles de les palmeres que resten en el tronc quan es tallen.
- Nimfa: insecte que ha passat la fase de larva i prepara la seva darrera metamorfosi.
- Folíol: làmina amb aspecte de petita fulla que, juntament amb altres, forma part d'una fulla composta.
- Raquis: nervi medial d'una fulla composta sobre el qual s'articulen els folíols.